# Donacospiza
Donacospiza is een monotypisch geslacht van zangvogels uit de familie Thraupidae (tangaren:
- Donacospiza albifrons  – Witbrauwgrasgors